# We Are Four Lions
 (mars 2017).
Si vous disposez d'ouvrages ou d'articles de référence ou si vous connaissez des sites web de qualité traitant du thème abordé ici, merci de compléter l'article en donnant les références utiles à sa vérifiabilité et en les liant à la section « Notes et références ».
Pour plus de détails, voir Fiche technique et Distribution.
We Are Four Lions (Four Lions) est une comédie noire britannique réalisé par Chris Morris en 2010.

## Synopsis
Il s'agit d'une satire mettant en scène quatre terroristes islamistes originaires du nord de l'Angleterre.
L'histoire raconte le parcours de cinq Britanniques voulant devenir des martyrs de l'islam en provoquant un attentat suicide. Omar et son ami Waj rejoignent un camp d'entraînement d'Al-Qaïda au Pakistan. Leur court entraînement se soldant par un échec cuisant, ils retournent en Angleterre où leurs acolytes Barry et Faisal ont recruté un cinquième membre, Hassan. Ensemble, ils tentent de mettre au point tant bien que mal l'attentat qui leur ouvrira les portes du paradis.

## Fiche technique
- Titre original : Four Lions
- Titre français : We Are Four Lions
- Réalisation : Chris Morris
- Scénario : Jesse Armstrong, Sam Bain, Simon Blackwell et Chris Morris
- Production : Mark Herbert et Derrin Schlesinger
- Photographie : Lol Crawley
- Montage : Billy Sneddon
- Décors : Dick Lunn
- Costumes : Charlotte Walter
- Durée : 97 minutes
- Pays :  Royaume-Uni et  France
- Langues de tournage : anglais, urdu et arabe
- dates de sortie : 
  -  États-Unis : 23 janvier 2010 (Sundance Film Festival)
  -  Royaume-Uni : 25 mars 2010 (Bradford Film Festival)
  -  France : 3 septembre 2010
  -  Belgique : 9 septembre 2010

## Distribution
- Kayvan Novak (VF : Emmanuel Garijo) : Waj
- Nigel Lindsay (VF : Christophe Lemoine) : Barry
- Riz Ahmed (VF : Laurent Morteau) : Omar
- Adeel Akhtar (VF : Marc Perez) : Faisal
- Julia Davis (VF : Caroline Jacquin) : Alice
- Alex MacQueen (VF : Fabien Jacquelin) : Malcolm Storge
- Craig Parkinson : Matt
- Benedict Cumberbatch : le négociateur

Direction artistique version française : Éric Legrand.

## Distinctions
Best Comedy, Empire Awards, UK (2011)